# Shipka Saddle
Shipka Saddle är ett bergspass i Antarktis. Det ligger i Sydshetlandsöarna. Argentina, Chile och Storbritannien gör anspråk på området. Shipka Saddle ligger 1 000 meter över havet.
Terrängen runt Shipka Saddle är varierad. Shipka Saddle ligger uppe på en höjd.